# Клистен из Атине
Клистен је атински законодавац познат по реформама из 508. године п. н. е, којима је окончао немире у Античкој Атини. Поделио је атинске грађане на десет територијалних фила. Свака од тих фила давала је педесет представника у Веће пет стотина, које је заменило Веће четири стотина. Клистену се преписује и увођење остракизма. Ово је у почетку била мера уперена против људи који су желели да обнове тиранију у Атини, али се убрзо претворила у средство политичког разрачунавања међу неистомишљеницима. За остракизам је сазивана еклесија, и гласање је било тајно. Остракизовани су у изгнанству остајали десет година, али нису губили имовину и грађанска права.
Клистен је својим реформама учинио крај родовско-племенском уређењу и подигао значај градског становништва. Због тога је Клистен познат и као "отац атинске демократије".

## Долазак на власт
Падом тираније у Атини се заоштрила социјална борба. Најреволуционарни демос Атине представљали су Алкмеониди. Они су тежили повратку племства из времена пре Солона. На челу ове странке налазио се Клистен. Клистен је иступио са пројектом новог државног уређења којим би се учинио крај родовским остацима. Упоредо са растом политичког значаја трговаца и занатлија растао је и Клистенов утицај. Он се убрзо нашао на челу атинског демоса. За разлику од Солонових реформи, Клистенове реформе имале су за циљ да превласт у политичком животу обезбеде градском становништву.
Клистен је без тешкоћа победио свога супарника Исагору (вођу аристократа) који тражи помоћ од Спарте. Спартански краљ Клеомен 508/7. године п. н. е. упада на територију Атике. Клистен је већ напустио земљу. Клеомен и Исагора заводе олигархијску управу и изазивају револт народа који их опседа на Акропољу. Присиљени су да напусте Атику након чега се Клистен враћа из прогонства. Сада није било препрека ка увођењу нових реформи.

## Уређење територијалних фила
Клистен је заменио стару родо-племенску поделу на четири филе поделом на десет фила. Свака од њих добила је име према именима митских хероја Атике. Филе су се делиле на тритије, а тритије на деме. Дема је представљала чисто територијалну јединицу. Дема је бирала свог демарха, располагала својом земљом и приходима, доносила властите одлуке и сл. Према Херодоту, у почетку је постојало 100 дема (по десет у свакој фили). Касније је тај број нарастао на 174.
Клистенов циљ био је да увећа улогу обичног грађанства у политичком животу Атине. Због тога је политичка права дао и метецима, али и многим робовима.

## Клистенове политичке институције
Клистеновим реформама укинуто је Солоново Веће од 400 лица и уведено Веће од 500 лица. Свака фила бирала је по педесет представника који су чинили веће. Сем већа 500, Клистену се приписује и увођење остракизма. Остракизмом су се из Атине протеривала сумњива лица путем народног гласања. Остракизам је назив добио по остракама - земљаним плочицама на којима се исписивало име онога који треба да буде остракован. За пуноправност гласања било је неопходно барем 6000 гласова. Лице чије је име било исписано на највећем броју острака протеривало се на десет година. Морало је напустити Атику најдуже десет дана након доношења одлуке. Међутим, остраковано лице није губило своја политичка права. Остракизам је касније послужио као средство уклањања политичких противника.